# Episodi di DC Super Hero Girls (serie animata 2019) (seconda stagione)
La seconda stagione della serie animata DC Super Hero Girls viene trasmessa negli Stati Uniti, da Cartoon Network, dal 6 giugno 2021 al 24 ottobre 2021.
In Italia verrà trasmessa dall'8 novembre 2021 al 26 gennaio 2022 su Cartoon Network.
| nº | Titolo originale                   | Titolo italiano                       | Prima TV USA    | Prima TV Italia  |
| -- | ---------------------------------- | ------------------------------------- | --------------- | ---------------- |
| 1  | #AmBatgirl                         | La nuova aiutante di Batman - Parte 1 | 6 giugno 2021   | 8 novembre 2021  |
| 2  | #AmBatgirl                         | La nuova aiutante di Batman - Parte 2 | 6 giugno 2021   | 8 novembre 2021  |
| 3  | #DoubleDanvers                     | Una sostituta bizzarra                | 13 giugno 2021  | 9 novembre 2021  |
| 4  | #AccordingToGarth                  | Il Club di Garth                      | 13 giugno 2021  | 9 novembre 2021  |
| 5  | #SuperWonderBatBeeZeeLanternMobile | L'auto della discordia                | 27 giugno 2021  | 10 novembre 2021 |
| 6  | #SirensConch                       | La conchiglia delle sirene            | 27 giugno 2021  | 10 novembre 2021 |
| 7  | #AngerManagement                   | Kara sotto ipnosi                     | 4 luglio 2021   | 11 novembre 2021 |
| 8  | #HappyBirthdayZee                  | Buon compleanno Zee!                  | 4 luglio 2021   | 11 novembre 2021 |
| 9  | #TheGreenRoom                      | Il processo                           | 11 luglio 2021  | 12 novembre 2021 |
| 10 | #EnterNightSting                   | Arriva Night-Sting                    | 11 luglio 2021  | 12 novembre 2021 |
| 11 | #WorldsFinest                      | Le migliori del mondo                 | 18 luglio 2021  | 15 novembre 2021 |
| 12 | #WorkingStiff                      | Il re dei condimenti                  | 18 luglio 2021  | 15 novembre 2021 |
| 13 | #MultipliciZee                     | La rivolta dei cloni                  | 25 luglio 2021  | 16 novembre 2021 |
| 14 | #TheMinus                          | Le pagelle                            | 25 luglio 2021  | 10 gennaio 2022  |
| 15 | #Powerless                         | Senza poteri                          | 1º agosto 2021  | 11 gennaio 2022  |
| 16 | #AcceptNoSubstitute                | Il commissario supplente              | 1º agosto 2021  | 12 gennaio 2022  |
| 17 | #TheWarriorAndTheJester            | La guerriera e la giullare            | 8 agosto 2021   | 13 gennaio 2022  |
| 18 | #MotherKnowsBest                   | La gelosia di Diana                   | 8 agosto 2021   | 14 gennaio 2022  |
| 19 | #DetentionClub                     | Sabato in punizione                   | 3 ottobre 2021  | 19 gennaio 2022  |
| 20 | #SmallVictories                    | Piccole vittorie                      | 3 ottobre 2021  | 20 gennaio 2022  |
| 21 | #CruzControl                       | Vota Cruz                             | 10 ottobre 2021 | 21 gennaio 2022  |
| 22 | #WhySoBlue                         | Un supereroe spericolato              | 10 ottobre 2021 | 24 gennaio 2022  |
| 23 | #OneEnchantedEvening               | Una serata incantata                  | 17 ottobre 2021 | 25 gennaio 2022  |
| 24 | #TheAquamanCometh                  | La visita di Aquaman                  | 17 ottobre 2021 | 26 gennaio 2022  |
| 25 | #NightmareInGotham                 | Incubo a Gotham - Parte 1             | 24 ottobre 2021 | 17 gennaio 2022  |
| 26 | #NightmareInGotham                 | Incubo a Gotham - Parte 2             | 24 ottobre 2021 | 18 gennaio 2022  |